# Kölpinsee (Mecklenburg)
De Kölpinsee is een meer in de Duitse deelstaat Mecklenburg-Voor-Pommeren, Landkreis Mecklenburgische Seenplatte. Het heeft een oppervlakte van 20,29 km² en ligt tussen de Müritz in het oosten en de Fleesensee in het westen.
De watertoevoer - vanaf de Müritz- en de afwatering - naar de Fleesensee- gebeurt via de rivier de Elde, die daar respectievelijk het Reeckkanal en het Fleesenkanal genoemd wordt. Beide verbindingen worden vaak door de toeristische scheepvaart benut.
Het meer ligt ver van belangrijke plaatsen en is omgeven door de wouden van meerdere natuurreservaten. Op het schiereiland én natuurreservaat Damerwer Werder is een bekende wisenthouderij gevestigd.